# Hrobka rodu Scharff-Baumgarten
Hrobka rodu Scharff-Baumgartten je klasicistní pohřební kaple rodu Scharffů-Baumgartenů s novogotickými prvky, která se nachází na hřbitově v Oslavanech v okrese Brno-venkov, proti hřbitovní bráně. Kaple je vedena od 26. září 2000 jako památkově chráněný objekt.

## Historie
Kaple byla vybudovaná Scharffy a Baumgartteny roku 1840. Pak zde byli pohřbíváni členové obou rodů (Baumgarttenové – pokračování rodu po přeslici, ale stejně Hentschelové a Salamanka-Ortenburg). Prvním pohřbeným byl zakladatel, majitel oslavanského panství, Johann Nepomuk Scharff. Po roce 1813, kdy za úplatu byl nobilitován do stavu svobodných pánů, se psal Freiherr von Scharff. Poslední pohřby se  konaly 14. února 1937, kdy byl do kaple uložen nadporučík rakouských dragounů Hanns Baumgartten (* 19. července 1894). Posledním zemřelým uloženým do kaple byla Marie von Baumgartten (4. prosince 1859 – 8. ledna 1942).
Celkem je v kapli 16 hrobních kobek, z toho je 10 s uloženými ostatky a 6 je volných.
U každé kobky se nacházela náhrobní dřevěná deska s dřevěným orámováním, nápisy v latince z mosazného plechu. Desky byly při přestavbě kaple odstraněny. Koncem padesátých let 20. století bylo rozhodnuto přeměnit kapli Scharffů-Baumgarttenů na oslavanskou smuteční obřadní síň. Úprava kaple byla dokončena 1. srpna 1962. První pohřeb se zde konal 11. října 1962.
V roce 2021 už kaple jako obřadní síň nesloužila a byla uzavřená.